# Sant'Ambrogio in Vaticano
Sant'Ambrogio in Vaticano var en kyrkobyggnad i Rom, helgad åt den helige ärkebiskopen Ambrosius av Milano (död 397). Kyrkan var belägen på platsen för det nuvarande Cappella Gregoriana i Peterskyrkan i Rione Borgo.

## Historia
Kyrkan uppfördes förmodligen under 1200-talet vid den äldre Peterskyrkan, vilken föregick dagens Peterskyrkan. År 1506 lades den första stenen till den nya Peterskyrkan och kyrkan Sant'Ambrogio in Vaticano nedrevs sannolikt i samband med detta.

## Omnämningar i kyrkoförteckningar
| Katalog                   | År         | Benämning                |
| ------------------------- | ---------- | ------------------------ |
| Il Catalogo di Torino     | cirka 1320 | Ecclesia sancti Ambrosii |
| Il Catalogo del Signorili | cirka 1425 | sci. Ambrosii            |